# Wrangler (Cambridge)
Pour les articles homonymes, voir Wrangler.
À l'université de Cambridge, un  wrangler  est un étudiant qui a obtenu les meilleurs résultats scolaires de mathématiques (le Mathematical Tripos) en troisième année (appelée Part II).
L'élève arrivé premier est appelé senior wrangler, le second second wrangler, le troisième third wrangler et ainsi de suite. Par opposition, l'élève ayant obtenu les plus mauvais résultats tout en ayant validé sa troisième année reçoit une « cuillère de bois » (Wooden spoon).
Le concours, quoiqu'en théorie ouvert à tous, est tenté par les étudiants des différentes disciplines scientifiques des départements de Cambridge.

## Wranglersrenommés

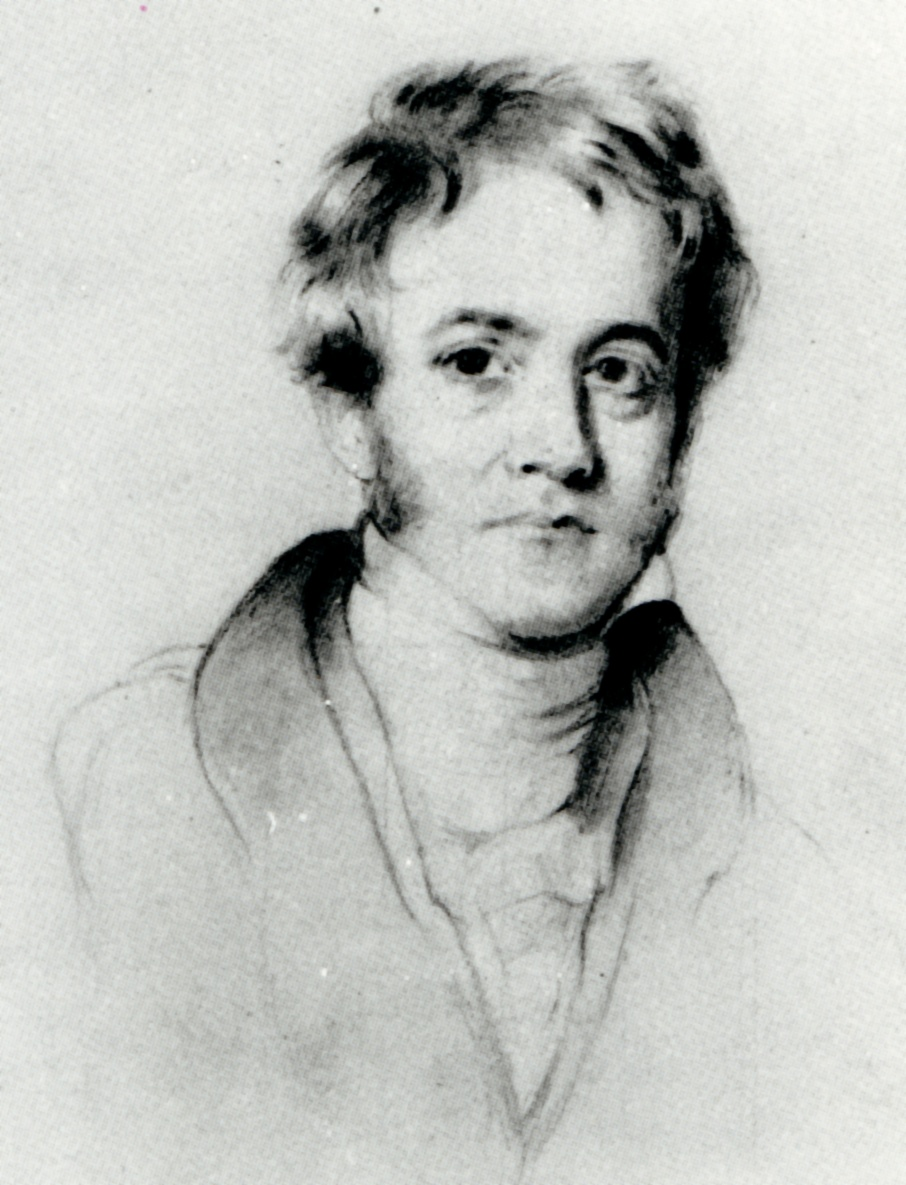
Herschel, s.w. en 1813.
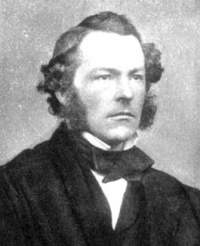
Stokes, s.w. en 1841.
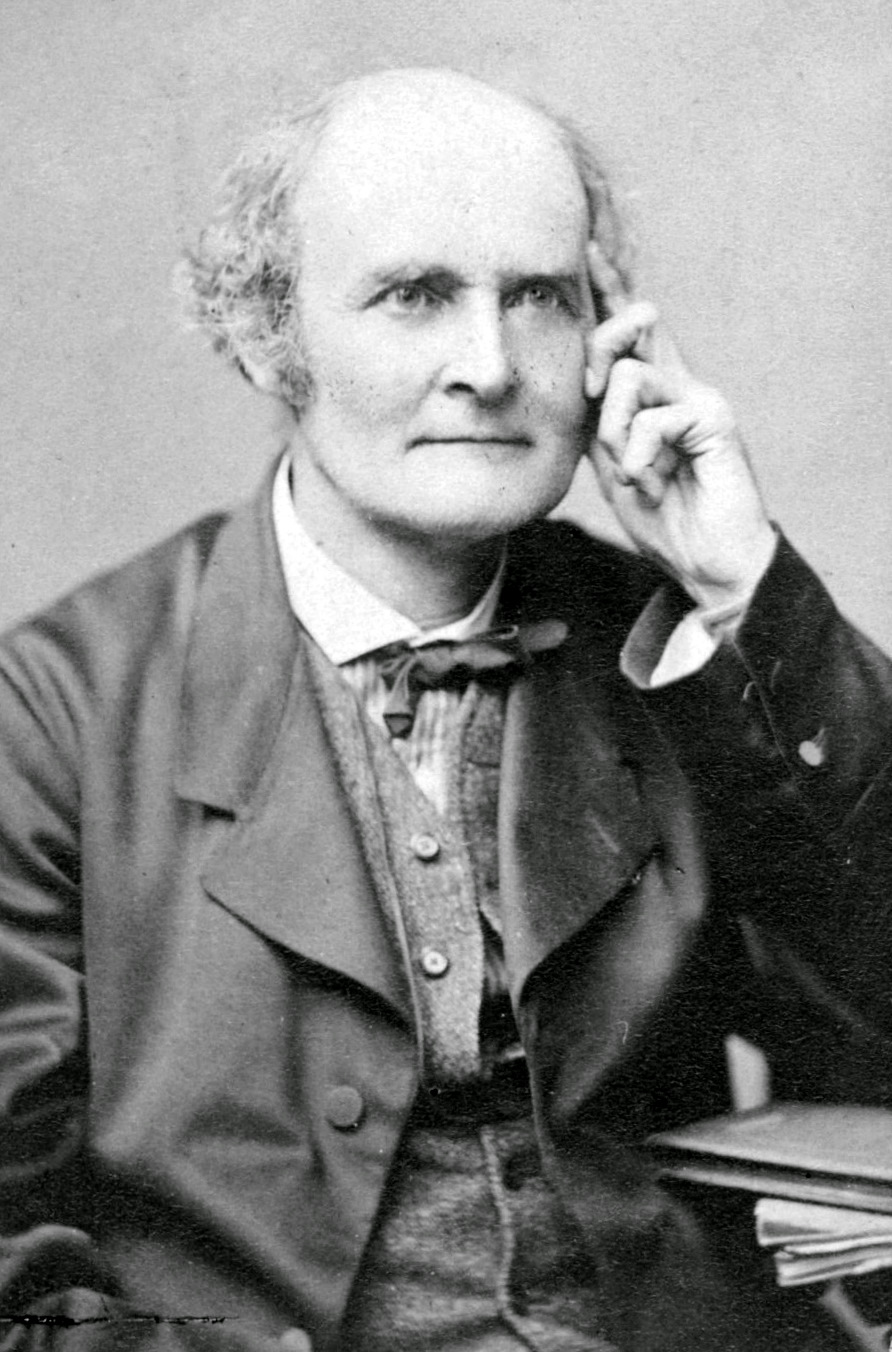
Cayley, s.w. en 1842.
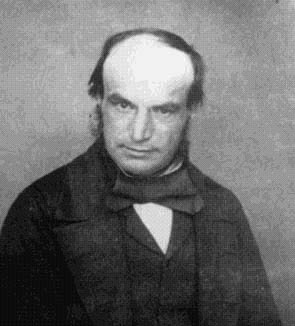
Adams, s.w. en 1843.
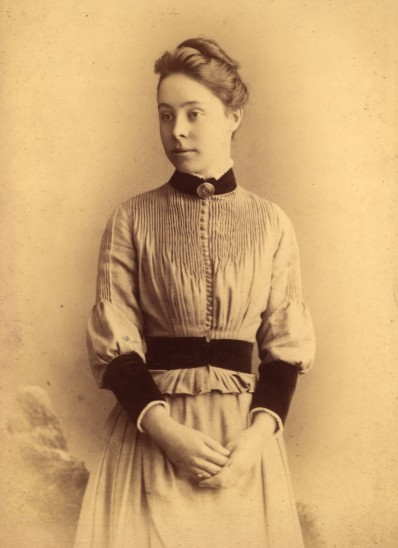
Philippa Fawcett, classée « au-dessus du senior wrangler » en 1890.
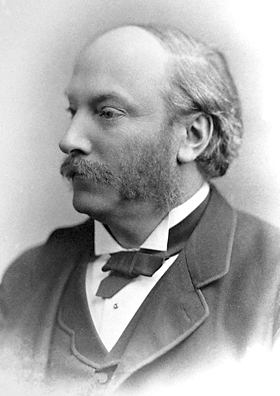
Lord Rayleigh, s.w. en 1865.
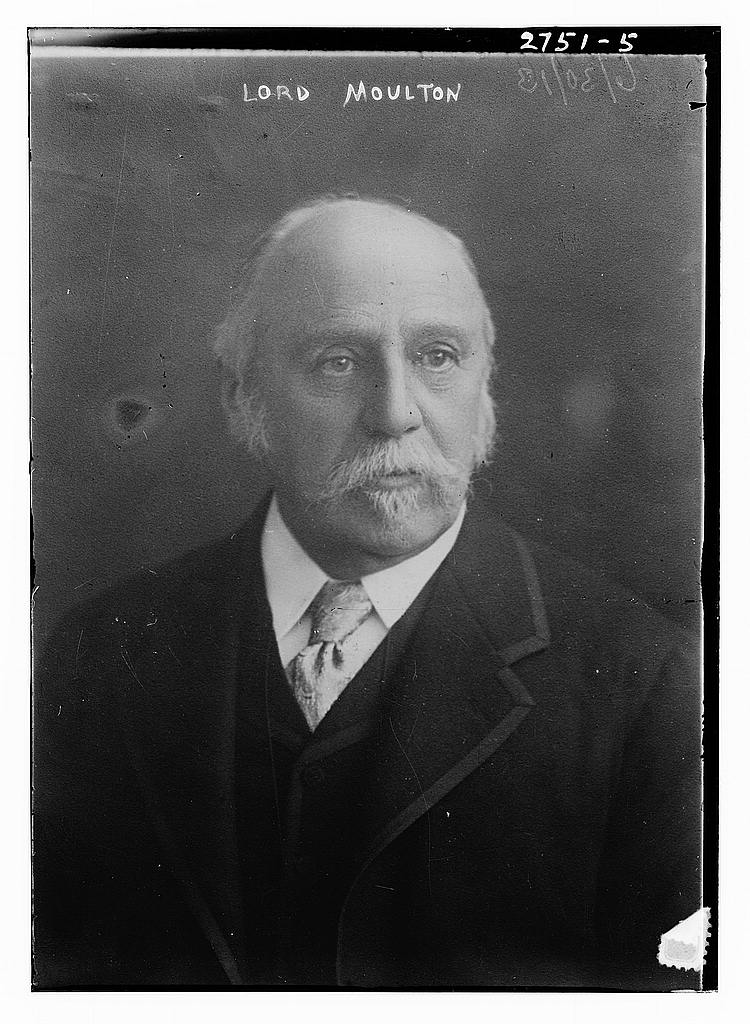
John F. Moulton, s.w. en 1868.

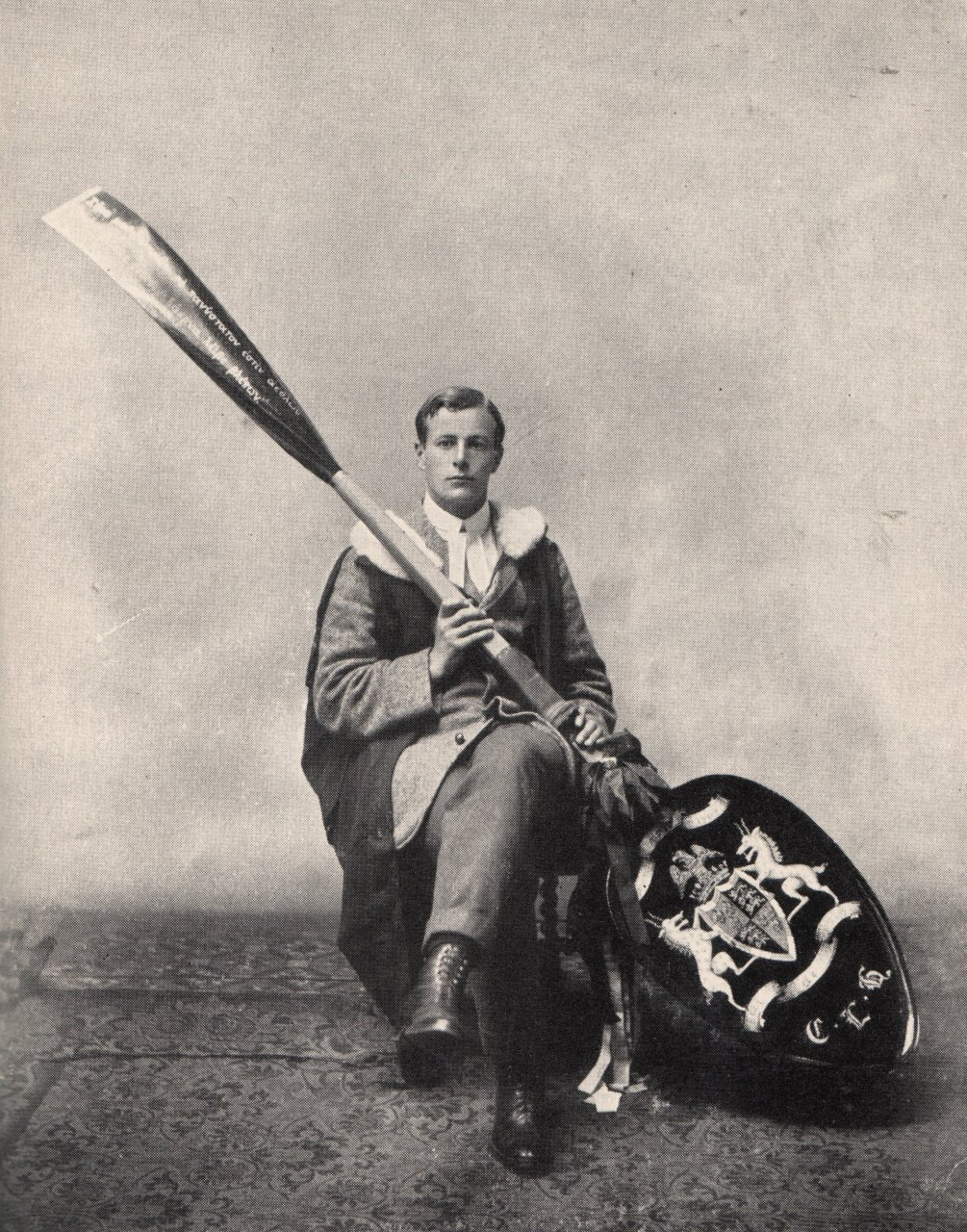
La fameuse « cuillère de bois », antitrophée du dernier lauréat.

Quelques-uns des plus brillants mathématiciens britanniques ont été senior wranglers comme John Herschel, Arthur Cayley, George Gabriel Stokes, Lord Rayleigh et John Edensor Littlewood. Quand John Couch Adams a obtenu un tel résultat, il y avait un écart plus grand entre lui et le second wrangler qu'entre le second wrangler et le wooden spooned.
Il y a également un grand nombre de second wranglers passés à la postérité parmi lesquels Alfred Marshall, James Clerk Maxwell, J. J. Thomson et Lord Kelvin.
Il existe une longue culture de compétition aux examens mathématiques de Cambridge. Les examens étaient essentiellement des tests de rapidité d'application de règles connues, et certains des élèves les plus inventifs et les plus originaux des mathematical tripos ne terminèrent pas en tête de leur promotion (Bragg fut 3e, Hardy 4e, Sedgwick 5e, Malthus 9e et Keynes 12e) et certains ne furent même pas wrangler (Klaus Roth par exemple).
La première femme de la liste des meilleurs en mathématiques, bien que non officiellement, est Philippa Fawcett, qui réussit l'examen en 1890. À cette époque, les femmes n'étaient pas officiellement classées même s'il était mentionné comment elles se situaient par rapport aux hommes. Philippa Fawcett fut classée au-dessus du senior wrangler. L'examen était à l'époque le plus important d'Angleterre et bénéficiait d'une grande publicité. En 1865 Lord Rayleigh fut senior wrangler et le Times du 30 janvier 1865 imprima un article assurant que ce n'était pas grâce à du favoritisme dû à son titre de pair d'Angleterre qu'il avait gagné la distinction.
Au début du XXe siècle, le classement au mérite fut aboli et les listes d'étudiants ayant réussi les examens furent réparties alphabétiquement dans chacune des trois classes d'honneurs et ne furent plus basées sur des distinctions individuelles. Le dernier senior wrangler officiel fut P. J. Daniell, reçu en 1909.

## Listes

### Senior wranglers
- 1748 John Bates
- 1749 John Greene
- 1750 William Hazeland
- 1751 John Hewthwaite
- 1752 Henry Best
- 1753 William Disney
- 1754 William Abbot
- 1755 Thomas Castley
- 1756 John Webster
- 1757 Edward Waring
- 1758 Robert Thorp
- 1759 Joshua Massey
- 1760 George Cross
- 1761 John Wilson
- 1762 Richard Haighton
- 1763 William Paley
- 1764 Luke Heslop
- 1765 John White
- 1766 William Arnald
- 1767 Joseph Turner
- 1768 Thomas Kipling
- 1769 Thomas Parkinson
- 1770 Lewis Hughes
- 1771 Thomas Starkie
- 1772 George Pretyman Tomline (en)
- 1773 John Jelland Brundish
- 1774 Isaac Milner
- 1775 Samuel Vince
- 1776 John Oldershaw
- 1777 David Owen (en)
- 1778 William Farish (en)
- 1779 Thomas Jones (en)
- 1780 St John Priest
- 1781 Henry Ainslie (en)
- 1782 James Wood (en)
- 1783 Francis John Hyde Wollaston (en)
- 1784 Robert Acklom Ingram (en)
- 1785 William Lax (en)
- 1786 John Bell (en)
- 1787 Joseph Littledale (1767-1842), Court of Queen's Bench, P.C.
- 1788 John Brinkley
- 1789 William Millers
- 1790 Bewick Bridge (en)
- 1791 Daniel Mitford Peacock
- 1792 John Palmer
- 1793 Thomas Harrison
- 1794 George Butler
- 1795 Robert Woodhouse
- 1796 John Kempthorne (en)
- 1797 John Hudson (en)
- 1798 Thomas Sowerby
- 1799 William Fuller Boteler
- 1800 James Inman (en)
- 1801 Henry Martyn
- 1802 Thomas Penny White (en)
- 1803 Thomas Starkie (en)
- 1804 John Kaye (en)
- 1805 Thomas Turton
- 1806 Frederick Pollock
- 1808 Henry Bickersteth (en)
- 1809 Edward Hall Alderson (en)
- 1810 William Henry Maule (en)
- 1811 Thomas Edward Dicey
- 1812 Cornelius Neale (en)
- 1813 John Herschel
- 1814 Richard Gwatkin
- 1815 Charles George Frederick Leicester
- 1816 Edward Jacob
- 1817 John Thomas Austen
- 1818 John Shaw-Lefevre (en)
- 1819 Joshua King
- 1820 Henry Coddington (en)
- 1821 Solomon Atkinson (1797-1865)[2]
- 1822 Hamnett Holditch
- 1823 George Biddell Airy
- 1824 John Cowling
- 1825 James Challis
- 1826 William Law
- 1827 Henry Percy Gordon (1806-1876)
- 1828 Charles Perry (en)
- 1829 Henry Philpott (en)
- 1830 Charles Thomas Whitley
- 1831 Samuel Earnshaw
- 1832 Douglas Denon Heath
- 1833 Alexander Ellice
- 1834 Philip Kelland
- 1835 Henry Cotterill (en)
- 1836 Archibald Smith
- 1837 William Griffin
- 1838 Thomas John Main
- 1839 Benjamin Morgan Cowie (en)
- 1840 Robert Leslie Ellis (en)
- 1841 George Gabriel Stokes
- 1842 Arthur Cayley
- 1843 John Couch Adams
- 1844 George Wirgman Hemming
- 1845 Stephen Parkinson (en)
- 1846 Lewis Hensley
- 1847 William Parkinson Wilson
- 1848 Isaac Todhunter
- 1849 Morris Birkbeck Pell (en)
- 1850 William Besant
- 1851 Norman Macleod Ferrers
- 1852 Peter Guthrie Tait
- 1853 Thomas Bond Sprague (1830-1920), président de l'Institute of Actuaries (en)
- 1854 Edward Routh
- 1855 James Savage
- 1856 Augustus Vaughton Hadley
- 1857 Gerard Brown Finch
- 1858 George Middleton Slesser
- 1859 James Maurice Wilson (en)
- 1860 James Stirling (1836-1916), Lord Justice of Appeal, PC
- 1861 William Steadman Aldis, professeur de mathématiques à l'université d'Auckland
- 1862 Thomas Barker
- 1863 Robert Romer (1840-1918), Lord Justice of Appeal, PC
- 1864 Henry John Purkiss
- 1865 John William Strutt Rayleigh
- 1866 Robert Morton
- 1867 Charles Niven (né en 1845 à Peterhead ; M.A. Aberdeen 1863 ; professeur de mathématiques du Queen’s College, Cork, 1880 ; professeur de sciences, Aberdeen)
- 1868 John Fletcher Moulton
- 1869 Numa Edward Hartog
- 1870 Richard Pendlebury (en)
- 1871 John Hopkinson
- 1872 Robert Rumsey Webb
- 1873 Thomas Oliver Harding
- 1874 George Constantine Calliphronas
- 1875 John William Lord (médaille d'or de l'université de Londres ; fellow de l'University College de Londres et du Trinity College de Cambridge)
- 1876 Joseph Timmis Ward
- 1877 Donald MacAlister (en)
- 1878 Ernest William Hobson
- 1879 Andrew James Campbell Allen
- 1880 Joseph Larmor
- 1881 Andrew Russell Forsyth
- 1882 Robert Alfred Herman & William Welsh
- 1883 George Ballard Mathews (en)
- 1884 William Fleetwood Sheppard (en)
- 1885 Arthur Berry
- 1886 Alfred Cardew Dixon (chaire de mathématiques au Queen's College, Galway)
- 1887 Henry Frederick Baker, Alfred William Flux, John Henry Michell & John Cyril Iles
- 1888 William McFadden Orr
- 1889 Gilbert Walker
- 1890 Geoffrey Thomas Bennett (en réalité second derrière Philippa Fawcett)
- 1891 James Goodwillie
- 1892 Philip Herbert Cowell
- 1893 George Thomas Manley
- 1894 Walter Sibbald Adie & William Fellows Sedgwick
- 1895 Thomas John I'Anson Bromwich
- 1896 William Garden Fraser
- 1897 William Henry Austin
- 1898 Ronald William Henry Turnbull Hudson (auteur de Kummer's Quartic Surface)
- 1899 George Birtwhistle & Raghunath Purushottam Paranjpe (en) (premier Indien senior wrangler)
- 1900 Joseph Edmund Wright
- 1901 Alexander Brown
- 1902 Ebenezer Cunningham
- 1903 Harry Bateman & Philip Edward Marrack
- 1904 Arthur Eddington
- 1905 John Edensor Littlewood & James Mercer
- 1906 A. T. Rajan (second Indien senior wrangler) & C. J. T. Sewell
- 1907 George Neville Watson
- 1908 Selig Brodetsky (en) & A. W. Ibbotson
- 1909 Percy John Daniell

- Quelques uns des senior wranglers (s.w) figurant dans la liste, avec mention de l'année.

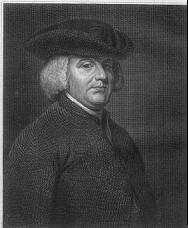
Paley, s.w. en 1763.
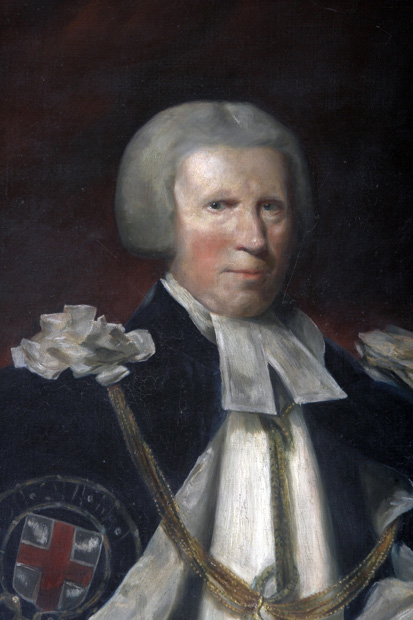
Tomline, s.w. en 1772.
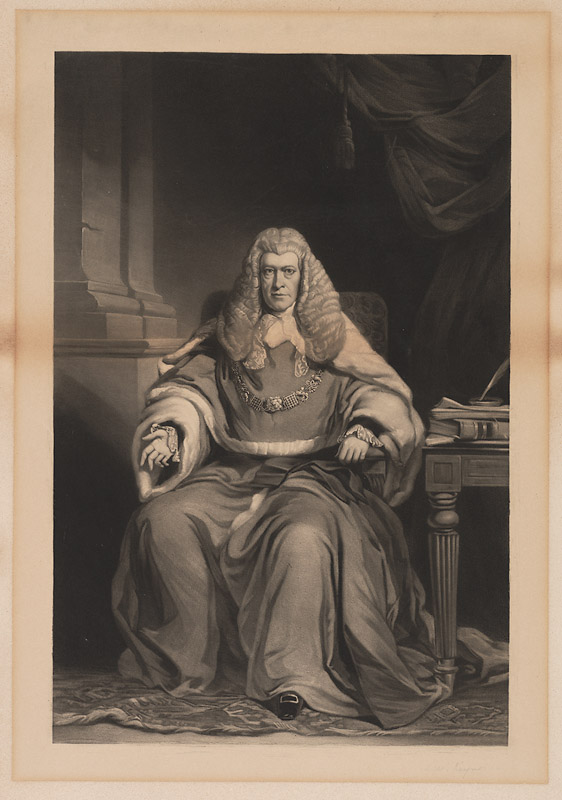
Pollock, s.w. en 1806.
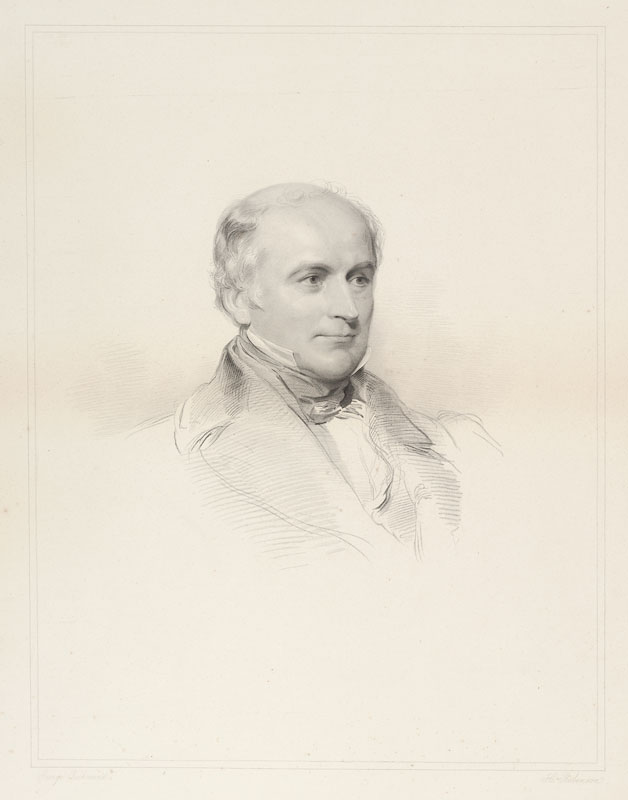
Bickersteth, s.w. en 1808.
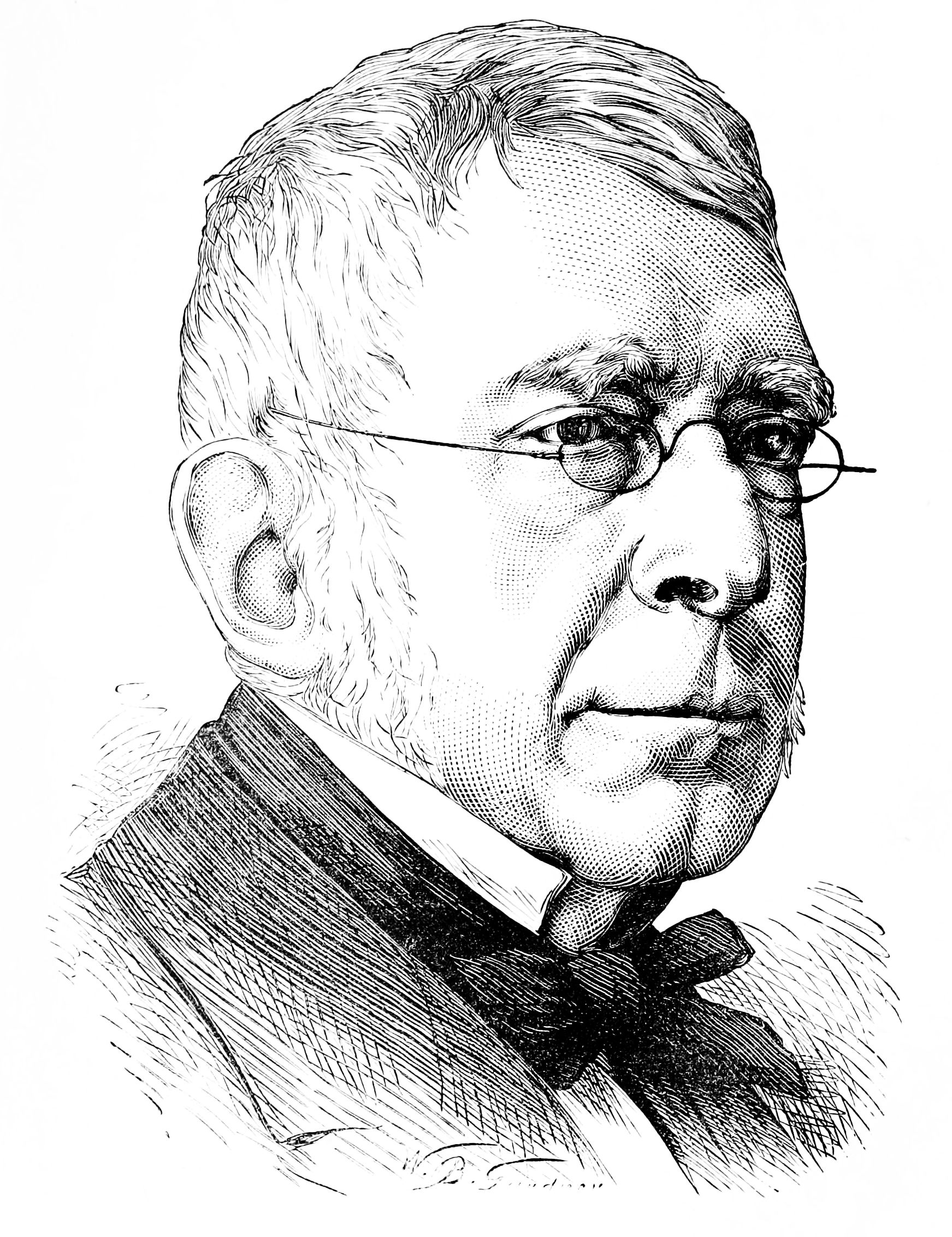
Airy, s.w. en 1823.
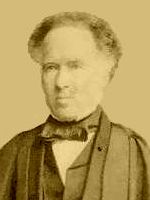
Challis, s.w. en 1825.
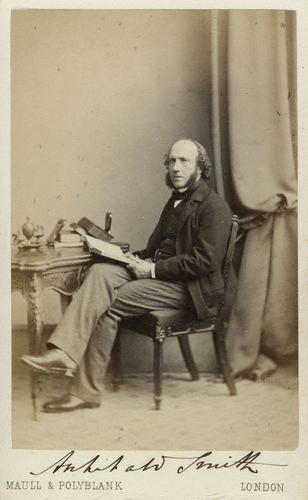
Smith, s.w. en 1836.
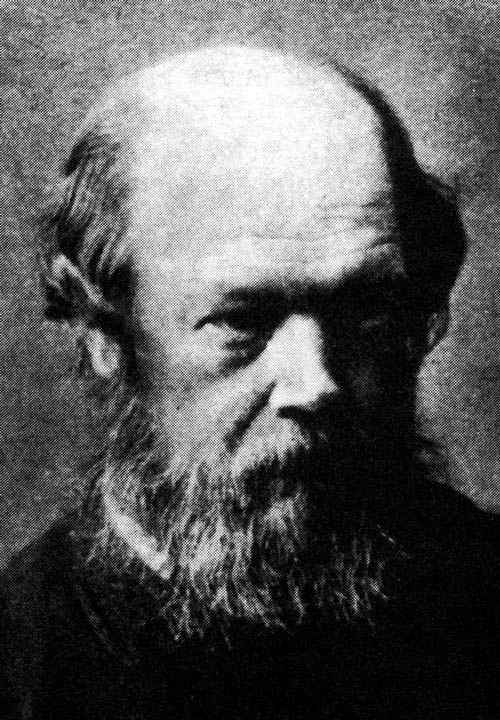
Tait, s.w. en 1852.
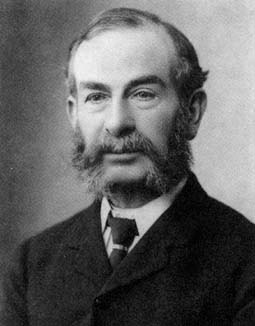
Routh, s.w. en 1854.
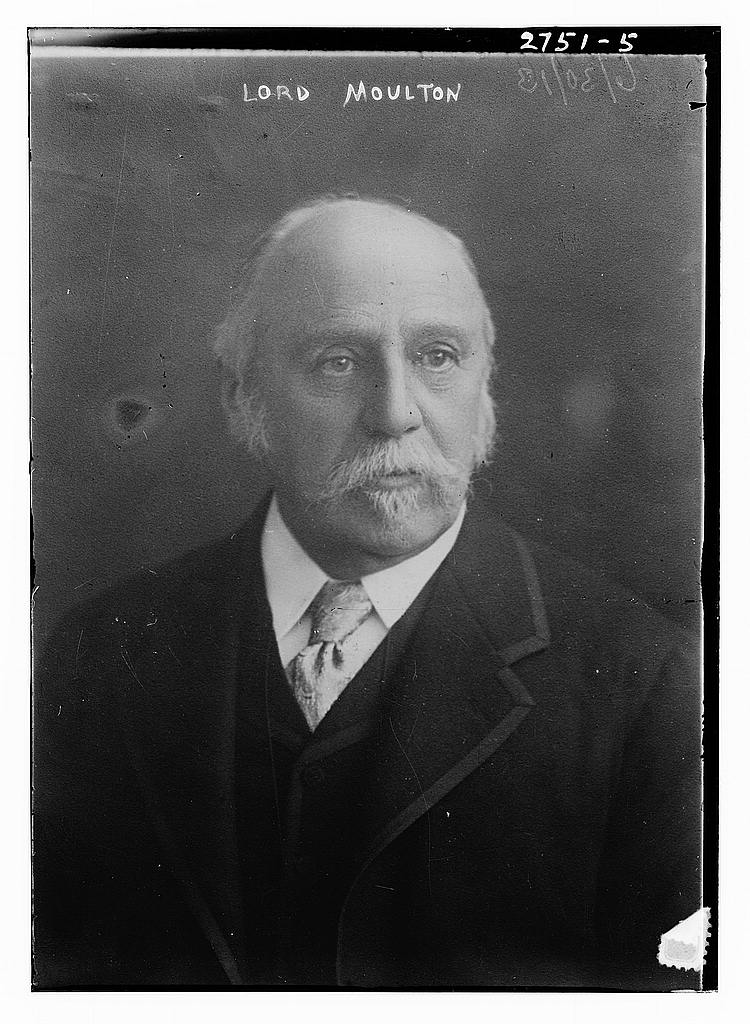
Moulton, s.w. en 1868.
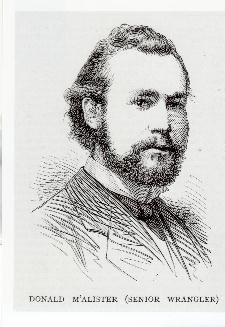
MacAlister, s.w. en 1877.
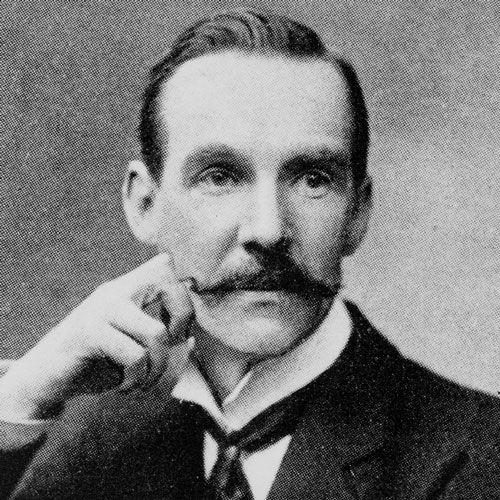
Hobson, s.w. en 1878.
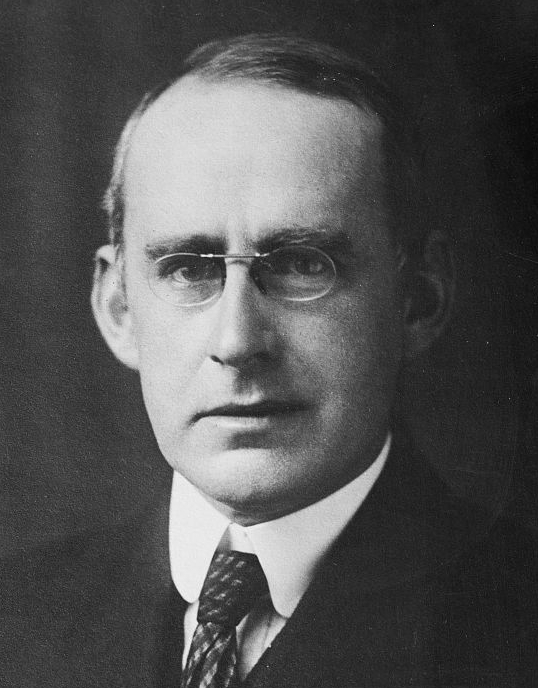
Eddington, s.w. en 1904.

### Second Wranglers
- 1757 John Jebb
- 1759 Richard Watson
- 1780 W. Friend
- c1760 John Jebb
- 1794 Lyndhurst, Lord Chancelier
- 1810 Thomas Shaw Brandreth
- 1812 George Peacock
- 1816 William Whewell
- 1821 Henry Melvill
- 1831 Samuel Laing
- 1834 Thomas Rawson Birks
- 1835 Henry Goulburn (1813-1843)
- 1836 John William Colenso
- 1837 James Joseph Sylvester
- 1840 H. Goodwin
- 1843 Francis Bashforth (1819-1912)
- 1845 William Thomson (Lord Kelvin)
- 1848 : Charles Frederick MacKenzie
- 1849 Henry Carlyon Phear
- 1850 Henry William Watson
- 1854 James Clerk Maxwell
- 1855 Leonard Courtney
- 1865 Alfred Marshall
- 1866 Thomas S Aldis
- 1867 William Kingdon Clifford
- 1871 James Whitbread Lee Glaisher
- 1872 Horace Lamb
- 1874 Walter William Rouse Ball
- 1875 William Burnside, George Chrystal
- 1878 John Edward Aloysius Steggall
- 1880 Joseph John Thomson
- 1885 Augustus Edward Hough Love
- 1895 Edmund Taylor Whittaker
- 1896 Ernest William Barnes
- 1898 John Forbes Cameron
- 1898 James Jeans
- 1900 Authur Cyril Webb Aldis

### Sources
- D. O. Forfar, « What became of the Senior Wranglers? », Mathematical Spectrum, vol. 29, no 1,‎ 1996 (lire en ligne [PDF])
- Peter Groenewegen (2003).  A Soaring Eagle: Alfred Marshall 1842-1924. Cheltenham: Edward Elgar.  (ISBN 1-85898-151-4).
- C. M. Neale (1907) The Senior Wranglers of the University of Cambridge. Disponible en ligne
- Andrew Warwick, Masters of Theory : Cambridge and the Rise of Mathematical Physics, Chicago, University of Chicago Press, 2003, 572 p. (ISBN 0-226-87374-9, lire en ligne)